# Dainis Liepiņš
Dainis Liepiņš (* 13. August 1962; † 27. November 2020) war ein Radrennfahrer, der in der Sowjetunion aktiv war.

## Sportliche Laufbahn
Liepiņš stammt aus Lettland und war Bahnradfahrer, bestritt aber auch Straßenrennen. Mit zwölf Jahren begann er mit dem Radsport.
Er startete für die sowjetische Nationalmannschaft. Mit Gaidis Liepiņš, Wladimir Baluk, und Juri Petrow gewann er 1979 bei den UCI-Bahn-Weltmeisterschaften der Junioren die Goldmedaille in der Mannschaftsverfolgung. Mit Andris Ločmelis, Martins Palejs, und Sergei Agupow verteidigte er 1980 diesen Titel. Dazu kam der Einzeltitel in der Einerverfolgung.
Als Amateur gewann er 1981 bei den UCI-Bahn-Weltmeisterschaften Silber in der Einerverfolgung hinter Detlef Macha.
1982 gewann er die sowjetische Winterbahmeisterschaft in der Einerverfolgung. Auch im Velká Cena Evropy, dem Europa-Pokal der Verfolger, war er siegreich. In der Einerverfolgung bei den UCI-Bahn-Weltmeisterschaften 1982 wurde er Fünfter. 1983 holte er Bronze in der Einerverfolgung der UCI-Bahn-Weltmeisterschaften. Bei den SKDA-Meisterschaften im Radsport 1983 gewann er die Einerverfolgung.
Im Straßenradsport belegte er 1983 den 3. Platz in der Presidential Cycling Tour of Turkey, die von Mircea Romașcanu gewonnen wurde. In jener Saison konnte er die Niedersachsen-Rundfahrt mit einem Etappensieg für sich entscheiden.